# Yuriria alta
Yuriria alta är en fiskart som först beskrevs av Jordan, 1880.  Yuriria alta ingår i släktet Yuriria och familjen karpfiskar. Inga underarter finns listade i Catalogue of Life.